# 短體魚屬
短體魚屬（學名：Guizhoubrachysomus，或依其學名譯為貴州短體魚）為生活於三疊紀時期的小型盧加諾魚科輻鰭魚，全長約4公分。
模式種為小短體魚（G. minor，又稱小貴州短體魚），正模標本目前收藏於南京地質古生物研究所（編號NIGP 136039），為一具幾近完整的單一個體化石，於中國貴州的興義市烏沙鎮被發現，屬於竹竿坡組地層，年代相當於三疊紀晚期的卡尼階。

## 詞源與命名歷史
短體魚的學名最初是 Brachysomus，由希臘文的及衍生而組成；其中「 / brachy-」意為「短的」，而「 / soma」則意指「身體」，主要是形容這種魚短而高的軀體。但「Brachysomus」一名早在1823年就已被一個鞘翅目象鼻蟲科昆蟲的屬所使用，由於命名規約中明訂同樣的學名先發表者具有保留權，而後發表者將視為無效，因此隔年短體魚的屬名以「Guizhoubrachysomus」更改並取代，意思是「來自貴州的短體魚」。模式種的種名在拉丁文裡意為「小的」。

## 特徵描述
短體魚是小型魚類，魚體短而高。鰓蓋骨和下鰓蓋骨呈三角形。魚鰭具有明顯的棘鱗；背鰭稍大而位置偏前方，呈三角形，起點位置與腹鰭的起點相對，鰭條約11根；臀鰭大而偏後位，起點和背鰭的背鰭的終點相對，鰭條約7根；尾鰭的背葉和腹葉大小與外型相當，尾裂淺，鰭條約11根。鱗片大而硬，硬鱗表面光滑。身體前中部有兩列狹而高的縱列側鱗。